# توركاي
توركاي Torquay مدينة ساحلية في مقاطعة ديفون في جنوب غرب إنجلترا. عدد سكانها 65،245 (إحصاء 2011).
مدينة توركاي التي تعرف باسم الريفييرا الإنجليزية في مقاطعة ديفون، والموطن الأساسي للكاتبة الشهيرة “أجاثا كريستي” هي واجهة سياحية ومقصد هام لدارسي اللغة الإنجليزية. تشمل توركاي العديد من المعاهد والجامعات التي تختص بدراسة اللغة، وعادًة يكثر الطلاب العرب في تلك المدينة.

## مشاهير من توركاي
- أجاثا كريستي